# Mazcuerras (kommun i Spanien)
Mazcuerras är en kommun i Spanien.  Den ligger i den autonoma regionen Kantabrien i norra delen av landet, 300 km norr om huvudstaden Madrid. Antalet invånare är 2 093 (2024). Arean är 56,00 kvadratkilometer. Mazcuerras gränsar till Cabezón de la Sal, Reocín, Cartes, Los Corrales de Buelna, Cieza och Ruente. 